# Ernst Jaffé
Philipp Ernst Elieser Jaffé (* 22. Januar 1873 in Deutsch Krone, Westpreußen; † 24. August 1916 in Berlin) war ein deutscher Kunsthistoriker.

## Leben
Der Vater Marcus (Mordechai) Jaffé stammte aus einer Rabbinerfamilie und war Lehrer in Westpreußen, die Mutter war Henriette, geborene Michel. Die Schwester Selma Jaffé wurde Schriftstellerin in Berlin.
Ernst Jaffé studierte Kunstgeschichte und promovierte 1904 in Berlin.
Danach gab er einige kunsthistorische Publikationen heraus.
1916 starb er und wurde auf dem Jüdischen Friedhof in Berlin-Weißensee bestattet.
Ernst Jaffé war mit Hertha Lewin (1886–1988), einer Tochter des Pharmakologen Dr. Louis Lewin, verheiratet. Söhne waren
- Hans Mordechai Jaffé (1913–1968)
- Fritz Jaffé (1915–1989)

Die Mutter emigrierte 1936 mit den Söhnen nach Palästina, wo sie ihr weiteres Leben verbrachten.

## Publikationen
Autor
- Joseph Anton Koch. Sein Leben und sein Schaffen, Berlin 1904, Dissertation
- Hundert Jahre deutsch-römischer Landschaftsmalerei, 1907, mit Prof. Dr. Reinhold Freiherr von Lichtenberg Digitalisat

Herausgeber
- Monatshefte der kunstwissenschaftlichen Literatur, 1905–1906, mit Curt Sachs Digitalisate
- Moderne Kunstchronik oder Die Rumfordische Suppe, gekocht und geschrieben von Joseph Anton Koch in Rom, 1905
- Handzeichnungen großer Meister. Daniel Chodowiecki, 1907, hrsg. mit Wolfgang von Oettingen,  Curt Sachs
- Die Goldene Legende der Heiligen. Nach schriftlichen Zeugnissen und mündlicher Überlieferung erzählt von Jacobus de Voragine. Ausgewählt und ins Deutsche übertragen von Ernst Jaffe. 1912
- Lebensbeschreibungen der ausgezeichnetsten Maler, Bildhauer und Architekten der Renaissance. Nach Dokumenten und mündlichen Berichten. Dargestellt von Giorgio Vasari, 1910; Neuauflagen 1913, 1923, 1925, 1930, 1980, 2001 Digitalisat
- (Hrsg.): Moderne Kunstchronik oder Die Rumfordische Suppe, gekocht und geschrieben, Autor Joseph Anton Koch, Verlag: Innsbruck, Wagner’sche., 1905.